# Mordet i Keillers park

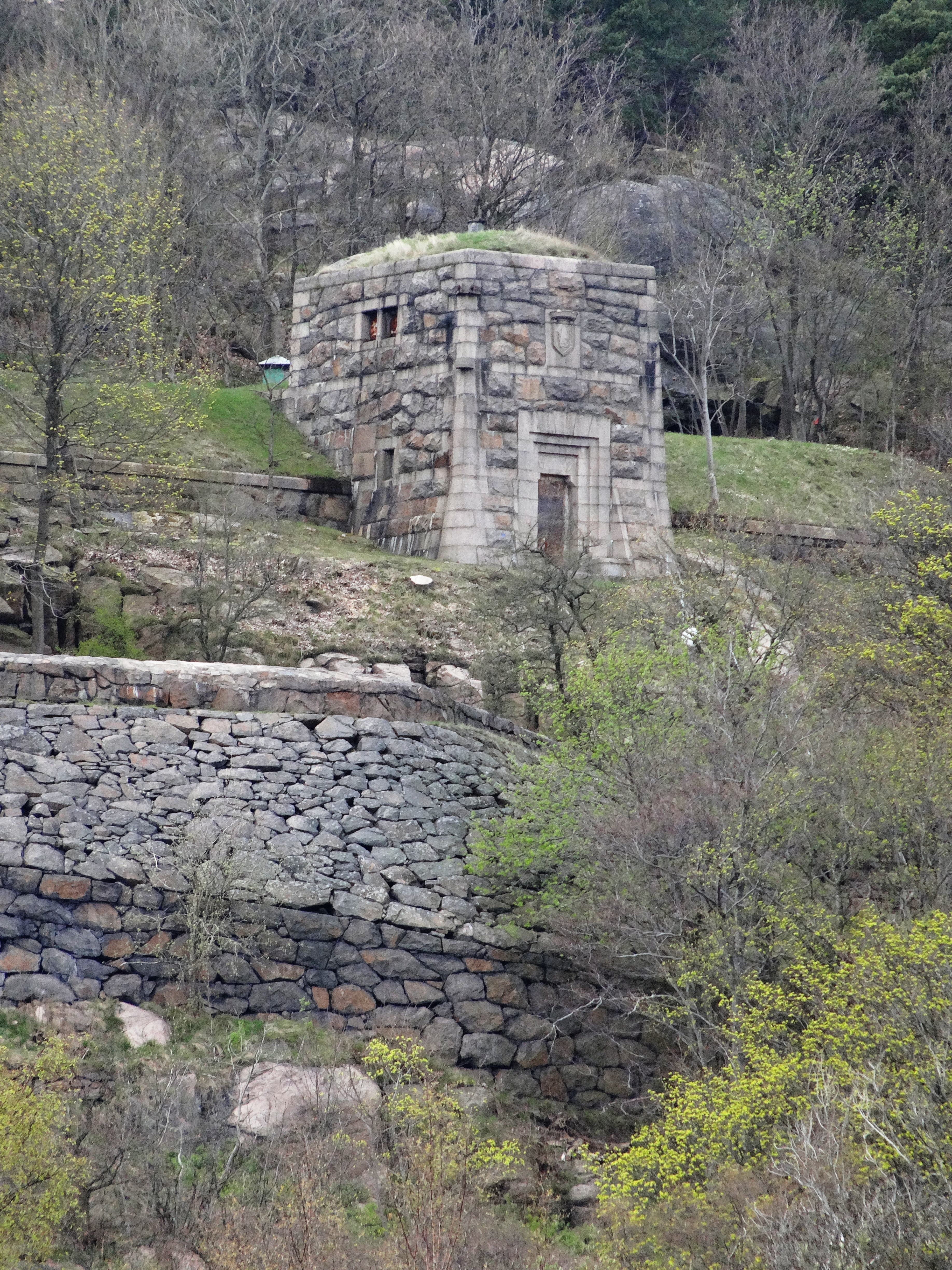
Gamla vattentornet i Keillers park på Ramberget.

Mordet i Keillers park avser mordet på den 36-årige homosexuelle algeriern Josef Ben Meddour i Keillers park på Hisingen i Göteborg, natten den 22 juli 1997. Året därpå dömde Göteborgs tingsrätt Nemesis Khoshnood-Sharis (född 1977), även kallad Vlad, senare Victor Draconi och Jon Nödtveidt (1975–2006) till tio års fängelse för mord respektive åtta års fängelse för medhjälp till mord.
Vlad och Nödtveidt, vilka tillhörde det satanistiska samfundet Misanthropic Luciferian Order, hade tidigare diskuterat att föröva ett människooffer. Detta motiv kunde dock aldrig helt klarläggas och polisen rubricerade mordet som ett homofobiskt hatbrott.

## En kropp påträffas
På eftermiddagen den 23 juli 1997 fann en 16-årig pojke en död manskropp liggande vid det gamla vattentornet i Keillers park. Polisen kallades till platsen och kunde konstatera att mannen hade skjutits med två skott: ett i ryggen som gick genom hjärtat och ett i huvudet. Några dagar senare kunde polisen identifiera den döde mannen som Josef Ben Meddour (född 31 december 1960), en homosexuell algerier som hade bott i Sverige i omkring tio år.

## Förundersökning
Till en början misstänkte polisen Meddours svenske pojkvän, då dennes keps har påträffats vid kroppen och för att han saknade alibi för den aktuella tidpunkten. Paret var därtill känt för sina många gräl. Pojkvännen satt häktad i tolv dagar, innan han släpptes och sedermera friades från alla misstankar. Polisens utredare fick senare kännedom om att Meddour på kvällen den 22 juli hade fått besök av medlemmar av Groupe Islamique Armé (GIA), en algerisk islamistisk organisation. Då Meddour var motståndare till GIA, trodde polisen initialt att det hela rörde sig om ett politiskt mord. Polisen kom inte vidare med detta spår och lade ned denna del av undersökningen.
Den 15 december 1997 gick en 23-årig kvinna in på en polisstation i Stockholm och anmälde sin pojkvän Vlad för misshandel. Hon berättade om Vlads sataniska sekt som bestod av Vlad, kompisen Jon och henne själv, samt att han upprepade gånger hade både hotat, skurit och misshandlat henne i hemmet och på offentliga platser. Hon berättade därutöver för polisen att Vlad vid ett tillfälle hade erkänt att han tillsammans med sin kompis Jon Nödtveidt hade dödat Meddour. Hon angav följande mordscenario: Vlad och Nödtveidt hade träffat Meddour på en gata i Göteborg och velat att han skulle följa med till Keillers park. Först försökte de förlama Meddour med ett elchockvapen, men detta misslyckades och Meddour försökte springa från platsen. Vlad sköt då Meddour i ryggen. Medan Meddour låg på marken skall Nödtveidt ha fått vapnet och skjutit Meddour i huvudet. Vlad hade tiden efter mordet blivit mer paranoid. Vlad greps samma dag; han hade en 9 mm pistol på sig. Nödtveidt greps tre dagar senare, den 18 december 1997.

## Erkännandet
Vlad och Nödtveidt förnekade först all inblandning i Meddours död, men då Nödtveidt häktades på sannolika skäl misstänkt för mordet, erkände han samt namngav Vlad i förhör där han även uppgav att han var rädd för Vlad. Jons berättelse löd att natten till den 22 juli 1997 hade han bevistat olika pubar och klubbar i Göteborg och druckit stora mängder alkohol tillsammans med Vlad och två andra kompisar. Det nämndes att även amfetamin hade konsumerats. I gryningen avvek de två kompisarna, medan Nödtveidt och Vlad vandrade planlöst i Göteborgs centrum. Efter en stund tilltalades de av en främmande man, Meddour. Han noterade Vlads och Nödtveidts kläder och frågade om de var satanister; han sade att han ville veta mer om djävulsdyrkan. Vlad och Nödtveidt ville först inte ha något att göra med mannen och knuffade bort honom, men denne var efterhängsen. Vlad och Nödtveidt frågade Meddour om han ville följa med till Nödtveidts bostad. På vägen dit förstod de att Meddour var homosexuell, vilket retade upp dem. När de anlände till Nödtveidts bostad blev Meddour dock rädd och vägrade att följa med in. De bestämde sig då för att fortsätta sitt samtal i Keillers park men först hämtade Nödtveidt ett elchockvapen och en pistol i sin bostad. Väl framme i Keillers park försökte de lära Meddour att citera en "satanisk vers" på latin som de upprepade, sen tog Vlad elchockvapnet och försökte att skjuta Meddour med det. Elchockvapnet hade emellertid ingen effekt på Meddour och denne försökte springa därifrån. Vlad sköt honom då i ryggen och därefter i huvudet. När Vlad konfronterades med Nödtveidts bekännelse och påtalades motsägelser i sin egen berättelse, erkände även han mordet. Vlads och Nödtveidts redogörelser skilde sig dock på en avgörande punkt: Enligt Vlad var det Nödtveidt som hade skjutit de två skotten.

## Rättegång
Under rättegången kunde motiven för mordet inte klarläggas, men satanism och homofobi ansågs vara faktorer som låg bakom dådet. Den 6 juli 1998 dömdes Nödtveidt av Göteborgs tingsrätt till åtta års fängelse för medhjälp till mord och olaga vapeninnehav. Vlad dömdes till tio års fängelse för mord och olaga vapeninnehav. Hovrätten skärpte i september 1998 Nödtveidts straff till tio års fängelse. Nödtveidt och Vlad frigavs 2004. Två år senare begick Nödtveidt självmord. Nödveidt förnekade, och tog avstånd ifrån, att diskriminering eller intolerans skulle varit ett motiv när han av reportrar blev frågad om detta.